# باشگاه فوتبال ونریر هاچینوهه
باشگاه فوتبال ونریر هاچینوهه ژاپنی: ヴァンラーレ八戸 باشگاه فوتبالی در شهر استان آئوموری، ژاپن است که در جی‌لیگ ۳ بازی می‌کند. این باشگاه در سال ۲۰۰۶ میلادی پایه‌گذاری شده است.